# Саматов, Фахриддин Валижонович
Фахриддин Валижонович Саматов (узб. Faxriddin Valiydjonovich Samatov; род. 21 августа 1975 года, Сурхандарьинская область, УзССР, СССР) — узбекский инженер-механик и политик, депутат Законодательной палаты Олий Мажлиса Республики Узбекистан.

## Биография
Саматов Фахриддин родился 21 августа 1975 года в Сухрандарьинской области Узбекистана. Окончил Термезский государственный университет, получив высшее образование по специальности инженер-механик.
В 2020 году избран в Законодательную палату Олий Мажлиса Республики Узбекистан IV созыва, а также назначен на должность члена Комитета по вопросам обороны и безопасности Законодательной палаты Олий Мажлиса Республики Узбекистан, член Либерально-демократической партии Узбекистана.